# Odontopediatria
L'odontopediatria és la branca de l'odontologia encarregada de tractar els nens. L'odontopediatre serà, per tant, l'encarregat d'explorar i tractar el pacient. També s'encarrega de detectar possibles anomalies en la posició dels maxil·lars o de les dents per a remetre a l'ortodontista (especialista en ortodòncia) i de fer un tractament restaurador quan sigui el cas. El tractament restaurador principalment es compon de tractar els traumatismes, fer servir segelladores (que consisteix a obturar lleument els solcs i les fissures de les peces dentàries sense aixecar material dental per evitar possibles càries), i a tractar les càries produïdes i les seves conseqüències.
La principal diferència entre l'odontologia habitual i l'odontopediatria en el tractament de les càries és la presència de les dents temporals o de llet en els nens, la qual cosa fa que el tractament canviï, de manera que les lesions ocorregudes en la dentició temporal es tractaran d'una manera menys conservadora i més agressiva que les ocorregudes en les dents permanents, per a evitar que, en el pitjor dels casos, es pogués donar un tractament insuficient a una dent temporal que després repercutiria en la seva successora, la dent permanent.